# Bandolero (canción de Paradisio)
«Bandolero» es el título de una canción del grupo musical Paradisio. Fue originalmente lanzada en octubre de 1996 en Bélgica como el segundo sencillo de su álbum homónimo. Alcanzó el top 20 in Bélgica. Fue relanzando como el cuarto sencillo en marzo de 1998 en el resto de Europa, donde alcanzó el número 11 en Italia y número 92 en Francia.

## Vídeo musical
El video musical muestra a Marisa en un barco y escenas de ella bailando con 2 bailarinas.

## Canciones

### CD maxisencillo
Bélgica (1996)
1. «Bandolero» (Discoteca Action Remix) - 7:05
2. «Bandolero» (Discoteca Action Remix - Short Mix) - 4:13
3. «Bandolero» (After Party Remix) - 6:00
4. «Bandolero» (Video Edit) - 3:54
5. «Bandolero» (U.S. Power Club Remix) - 7:43

## Posicionamiento
| Listas (1996-1998)             | Mejor posición |
| ------------------------------ | -------------- |
| Bélgica (Ultratop 50 Flandre)  | 19             |
| Bélgica (Ultratop 40 Wallonie) | 21             |
| Francia (SNEP)                 | 92             |
| Italia (FIMI)                  | 11             |

| Listas (1998) | Posición |
| ------------- | -------- |
| Italia (FIMI) | 81       |